# 25. People’s Choice Awards-gála
A 25. People’s Choice Awards-gála az 1998-as év legjobb filmes, televíziós és zenés alakításait értékelte. A díjátadót 1999. január 10-én tartották a kaliforniai Pasadena Civic Auditoriumban, a műsor házigazdája Ray Romano volt. A ceremóniát a CBS televízióadó közvetítette.

## Győztesek és jelöltek
Forrás:
| Az év új tévévígjátéka             | Az év női előadója                   |
| ---------------------------------- | ------------------------------------ |
| - Jesse - Will és Grace            | - Céline Dion                        |
| Az év filmje                       | Az év vígjátéka                      |
| - Titanic                          | - Keresd a nőt!                      |
| Az év férfi tévés sztárja          | Az év férfi előadója                 |
| - Tim Allen                        | - Garth Brooks                       |
| Minden idők legjobb előadója       | Minden idők legjobb tévés sztárja    |
| - Elton John                       | - Bill Cosby                         |
| Az év női előadója új tévéműsorban | Az év női tévés sztárja              |
| - Christina Applegate              | - Helen Hunt                         |
| Az év férfi filmsztárja            | Az év vígjátékműsora                 |
| - Tom Hanks                        | - Frasier – A dumagép - Seinfeld     |
| Az év drámaműsora                  | Az év női filmsztárja                |
| - Vészhelyzet                      | - Sandra Bullock                     |
| Minden idők legjobb filmsztárja    | Az év férfi előadója új tévéműsorban |
| - Harrison Ford                    | - Nathan Lane                        |
| Az év új drámaműsora               | Az év drámája                        |
| - Doktorok                         | - Titanic                            |

## Fordítás
- Ez a szócikk részben vagy egészben  a(z)   25th People's Choice Awards című angol Wikipédia-szócikk fordításán alapul.  Az eredeti cikk szerkesztőit annak laptörténete sorolja fel. Ez a jelzés csupán a megfogalmazás eredetét és a szerzői jogokat jelzi, nem szolgál a cikkben szereplő információk forrásmegjelöléseként.